# Leopold Pilichowski

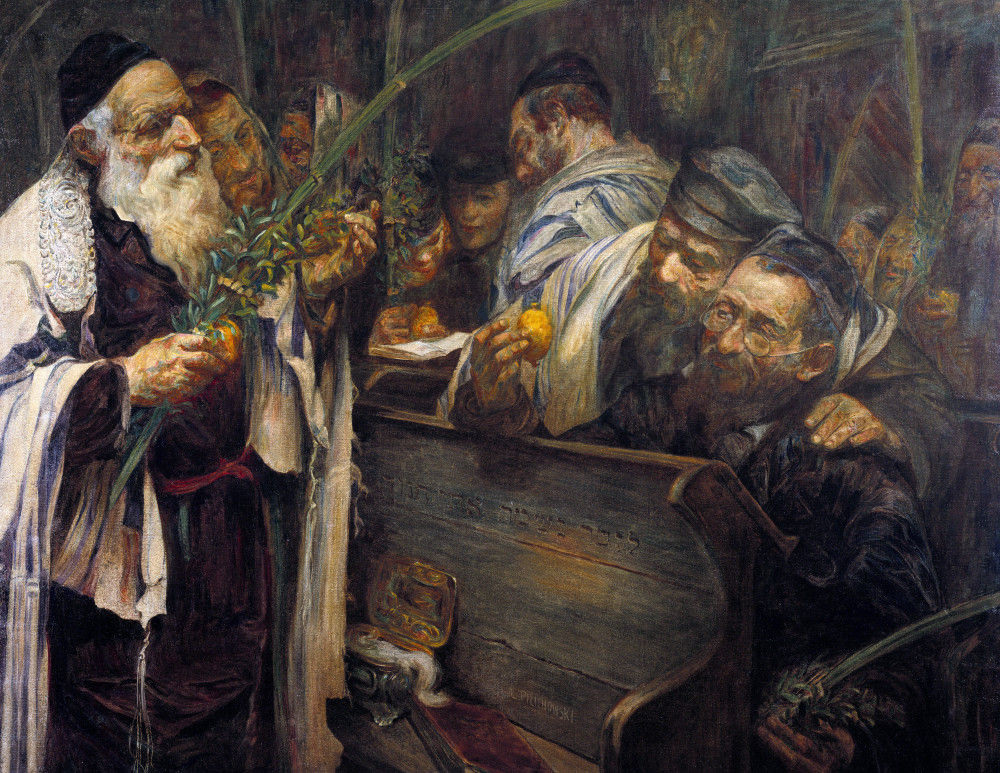
Sukkot

Leopold (Lejb) Pilichowski (ur. 23 marca 1869 w Pile pod Sieradzem, zm. 28 sierpnia 1934 w Londynie) – polski malarz pochodzenia żydowskiego.
Otrzymał staranne wykształcenie artystyczne, był uczniem Wojciecha Gersona w warszawskiej Klasie Rysunkowej (1886), następnie w Akademii Sztuk Pięknych w Monachium u Simona Holossy`ego i Otto Seitza (1887-1888). Naukę kontynuował w paryskiej Académie Julian. Po zakończeniu nauki mieszkał początkowo w Łodzi, w 1904 wyjechał do Paryża, a w 1914 osiadł na stałe w Londynie, gdzie zmarł w 1934.
Leopold Pilichowski posługiwał się techniką olejną, malował realistyczne portrety, wiejskie pejzaże i sceny rodzajowe o tematyce żydowskiej. Był zwolennikiem syjonizmu i obok Samuela Hirszenberga jednym z pierwszych krajowych malarzy, którzy poszukiwali narodowej tożsamości Żydów. Najważniejsze prace: Ofiary Pogromu, Zaślubiny, Tułacze, Modlący się Żyd, Jom Kippur, Słuchaj Izraelu i Sukkot. Artysta tworzył również freski np. w budynku Poczty Głównej w Łodzi, wystawiał w Krakowie, Warszawie i w paryskim Salonie.